# 金军三道攻宋之战
金军三道攻宋之战是1217年至1224年，金國攻打南宋的戰爭。
1211至1213年，金軍在野狐嶺戰役及成吉思汗三路攻金之戰節節敗退，國力日漸衰落，1214年五月，金宣宗被迫南逃，由中都燕京遷都開封。七月，宋寧宗接納真德秀奏議，决定從此罷金國歲幣，但沒有直接出兵，對於蒙古攻金保持中立。1215年蒙古攻下金中都，金國領土縮小，欲「取償於宋」。1217年（宋寧宗嘉定十年、金宣宗貞祐五年）四月初一，金宣宗貪宋淮南之蓄，順勢以「歲幣不至」為由，下令烏古論慶壽攻宋。戰爭持續數月，金國財力不支，且山東紅襖軍大盜李全率眾投靠南宋抗金，但南宋也無國力全面反擊，又因正值蒙古西征的期間，導致金軍不願輕易撤出南宋，戰事近一年膠著對峙。
1219年，金僕散安貞為統帥，分兵三路攻宋，宋軍軍民奮起抵抗，在大安軍、棗陽之戰力挫金軍攻勢，使金國蒙受嚴重損失，金軍樞府武騎盡於南伐，士馬折耗十不一存。宋朝京湖制置使赵方派扈再兴、许国、孟宗政三将统兵六万分三路北攻。扈再兴部为西路军攻邓州，许国部为东路军攻唐州（今河南唐河），孟宗政率部为中路軍攻湖阳（今河南新野东）。
1220年正月，扈再兴率部败金军于高头城，进而攻邓州，不克而还。许国派部将耶律均与金人战于比阳（今河南沁阳），击败金军，杀其将李提控，后攻唐州不克而退，孟宗政败金军于湖阳，擒其千户赵兴儿。金军击退扈再兴、许国二部后，乘势围攻樊城，赵方、扈再兴依城坚守，金军急攻三日不下，北退。夏宋會師夾攻金秦州及鞏州，不克。1221年，金再派僕散安貞南侵，至汉阳军（今武汉市汉阳区），抵长江而还。
1224年，繼任的金哀宗為了集中力量對抗蒙古，與宋夏議和收兵。結果金國「南開宋釁，西啟夏侮，兵力既分，功不補患」。